# Longjiao, Fujian
Longjiao (kinesiska: 隆教) är en etnisk minoritetssocken för shefolket i sydöstra Kina. Den ligger i stadsdistriktet Longhai i staden Zhangzhou i provinsen Fujian, omkring 240 kilometer sydväst om provinshuvudstaden Fuzhou. Antalet invånare är 21 596. Befolkningen består av 10 530 kvinnor och 11 066 män. Barn under 15 år utgör 18,0 %, vuxna 15-64 år 71 %, och äldre över 65 år 10,0 %.